# Dorfkirche Warchau

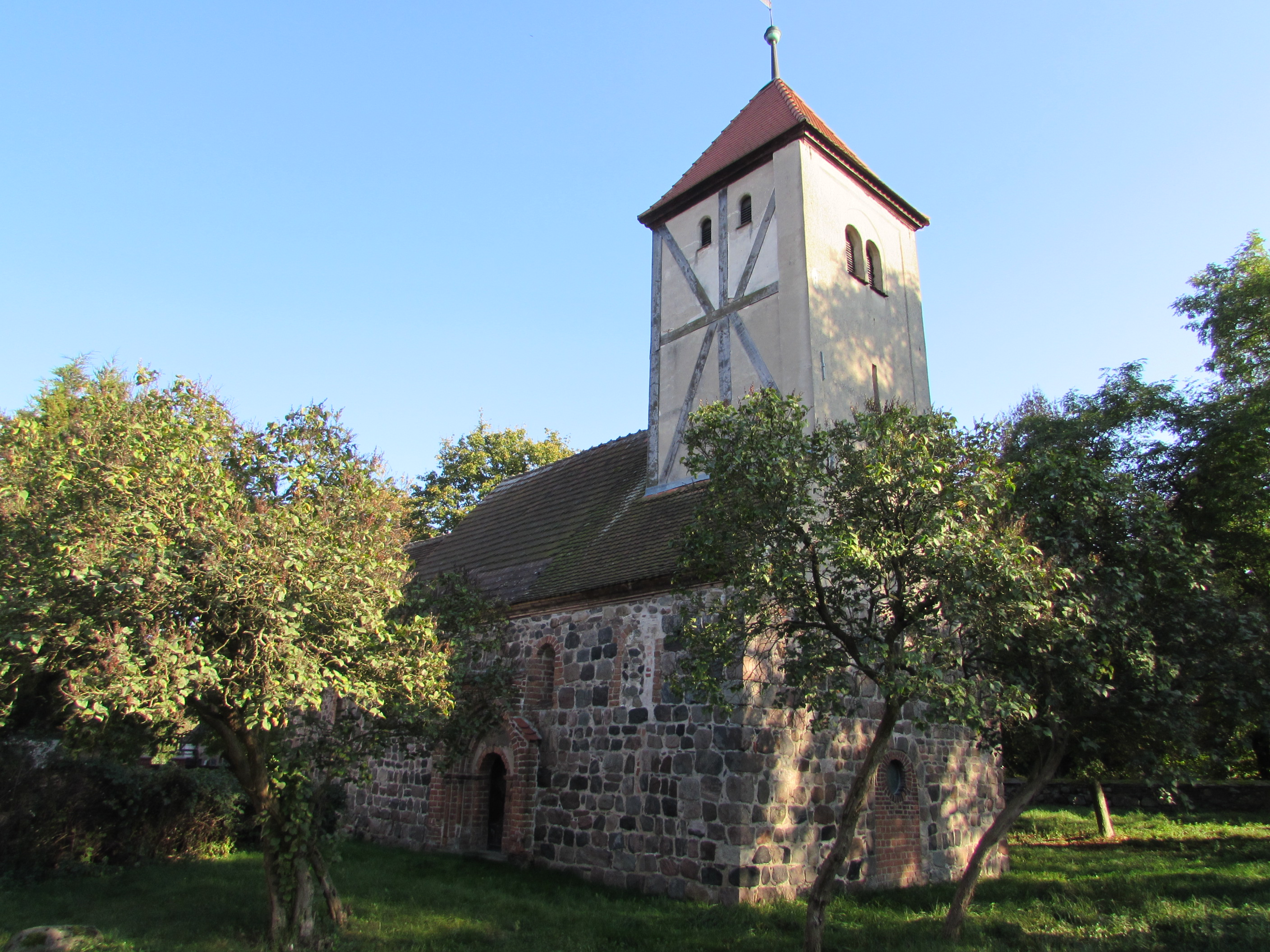
Die Dorfkirche Warchau von Nordwesten

Die Dorfkirche Warchau ist eine mittelalterliche Feldsteinkirche im zur Gemeinde Rosenau gehörenden Ortsteil Warchau. Die Saalkirche ist als Baudenkmal ausgewiesen und gehört zum Pfarramt Wusterwitz des Evangelischen Kirchenkreises Elbe-Fläming der Evangelischen Kirche in Mitteldeutschland.

## Geschichte
Der Beginn des Baus der spätromanischen Dorfkirche Warchau ist wahrscheinlich ins 12. Jahrhundert zu datieren, wobei sie in zwei Bauabschnitten errichtet wurde. Älteste Teile sind eine halbrunde Apsis, der Chor und östliche Bereich des Kirchenschiffs mit dem Triumphbogen. Später wurde das Schiff angebaut. Der Förderkreis Alte Kirchen Berlin-Brandenburg gibt an, dass das Bauwerk „vermutlich bereits aus dem Beginn des 13. Jahrhunderts“ stammt. In ihren äußeren Abmessungen entspricht die Kirche etwa der Dorfkirche im benachbarten Gollwitz. Die Kirche war in der Folge mehreren baulichen Veränderungen unterworfen. So wurde das originale Westportal zugesetzt und für die Dorfgemeinde ein gotisches Portal auf der Nordseite des Kirchenschiffs eingearbeitet. Auch die Kirchenfenster wurden verschiedentlich umgebaut und vergrößert. Eine Kanzel wurde 1720 von der Patronatsfamilie von Schildt gestiftet. 1727 wurde dem Schiff ein Fachwerkturm aufgesetzt. Bei einem Blitzeinschlag in den Kirchturm 1893 wurden Turmuhr und Kirchenorgel zerstört. Im Oktober 1921 erfolgte eine umfassende Renovierung der Kirche. Dabei wurde der Turm neu verputzt und die Dächer wurden ausgebessert. Zur Finanzierung der Baumaßnahmen wurde ein Kredit von 5000 Reichsmark aufgenommen. Weitere 1000 Reichsmark gab die Familie von Britzke, die Besitzer des ehemaligen Rittergutes zu. 1974 wurde bei einem Einbruch ein großer Teil des Kirchenschatzes gestohlen und ist seither nicht wieder aufgetaucht. Dazu gehörten wertvolle Verzierungen der Kanzel sowie Figuren eines mittelalterlichen Schnitzaltars. Ab dem Jahr 1998 erfolgten wiederum umfangreiche Restaurierungsarbeiten. Bei diesen wurden Holzschutzmaßnahmen und statische Sicherungsmaßnahmen durchgeführt und Risse im Bauwerk verschlossen. Dächer und die Apsis wurden repariert.
Im Jahr 2021 gründete sich der Förderverein Warchauer Dorfkirche und begann mit ersten Sicherungsarbeiten. Drei Jahre später soll der Innenraum des Bauwerks mit Zustimmung aber ohne finanzielle Unterstützung durch die Kirchengemeinde restauriert werden. Der Restaurator Janko Barthold erhielt den Auftrag, die Kanzel zu restaurieren. Dabei stellte sich im Herbst 2024 heraus, dass die Befestigung des Schalldeckels instabil war und er daher demontiert in eine Werkstatt gebracht werden musste. Bei den weiteren Arbeiten stellte sich heraus, dass die Kanzel lediglich mit einer braun gefärbten Lasur und an einigen Stellen mit bronzefarbenen Partien geschmückt war. Die zur barocken Zeit ansonsten übliche, farbliche Fassung fehlte. Die verloren gegangenen Skulpturen konnten mit Hilfe des Holzbildhauers Igor Titov rekonstruiert werden. Dabei kamen alte Aufnahmen des Innenraums zum Einsatz. Sie zeigten, dass die Oberseite des Schalldeckels mit einer Christus-Salvator-Skulptur gekrönt war, die Titov neu schuf.

## Bauwerk

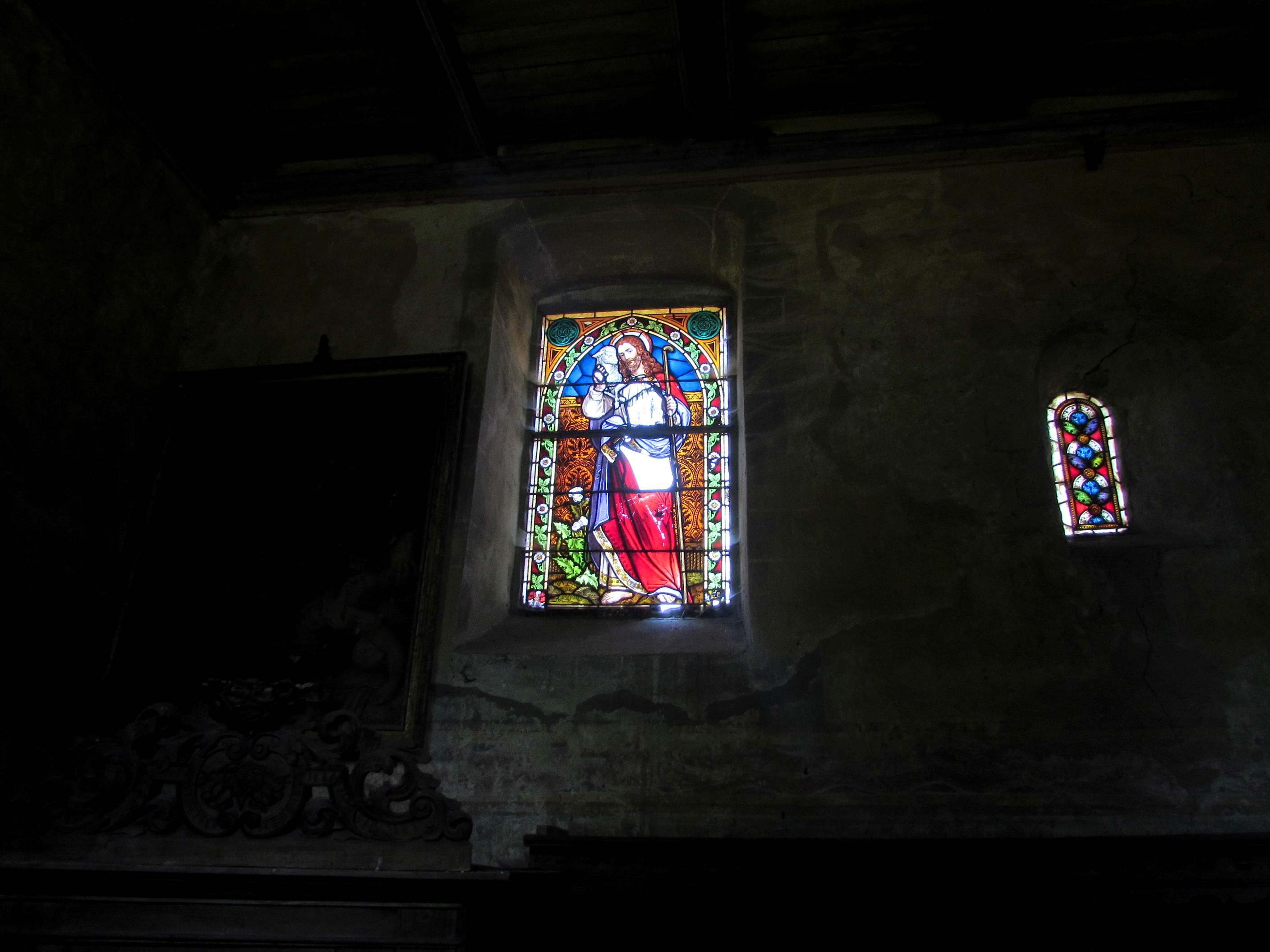
Bleiverglasungen in der Warchauer Kirche

Kirchenschiff, Chor und Apsis sind aus Feldsteinen gemauert. Ursprünglich existierten im Schiff sowohl auf der Nord-, als auch auf der Südseite jeweils vier kleine Rundbogenfenster. Die Rundbogenfenster auf der Nordseite sind mit Ziegelsteinen ummauert. Das westlichste wurde mit Feldsteinen zugesetzt. Auf der Südseite existiert nur noch eins der wohl ursprünglichen Rundbogenfenster, das westlichste. Die anderen drei wurden nach außen zu Rechteckfenstern, ins Kircheninnere korbbogig umgestaltet. Die Rechteckfenster sind mit verputzten Faschen umrandet. Ein rundbogiges originales Westportal wurde mit Feldsteinen zugesetzt und statt seiner auf der Nordseite ein mit Ziegelsteinen gemauertes Stufenportal eingearbeitet. Das Portal ist spitzbogig gestaltet. Auffällig ist, dass die einflügelige Tür jedoch rundbogig ist und nur etwa die Hälfte der Fläche des Portals einnimmt. Die Restfläche ist mit teilweise verputztem Mauerwerk gefüllt. Ob es sich bei der Rundbogentür im spitzbogigen Portal um die Originaltür des Westportals handelt, ist unklar. Im östlichen Bereich der nördlichen und südlichen Außenwand des Schiffes ist deutlich eine Baunaht zu erkennen.
Der Chor hat zu beiden Seiten jeweils zwei Fensteröffnungen. Ein Rundbogenfenster findet sich nur noch auf der Nordseite. Die drei anderen wurden wie auch die Fenster des Schiffs nach außen zu Rechteck-, nach innen zu Korbbogenfenstern verändert. Im nordwestlichen befindet sich eine farbige Bleiverglasung, welche Christus zeigt. An den Chor schließt sich die halbrunde Apsis an. Diese hat drei rundbogige Fensteröffnungen.
Der Kirchturm wurde nachträglich in Form eines Giebelreiters dem Kirchenschiff aufgesetzt. Er ist in Fachwerk gestaltet. Dieses liegt nach Norden, Osten und Süden frei, während es nach Westen verputzt wurde. Schallöffnungen für das Geläut gibt es in allen vier Himmelsrichtungen. Eine Turmuhr existiert nicht. Die Turmspitze bilden eine Turmkugel und eine Wetterfahne.
Die Dächer der Kirche sind mit roten Biberschwänzen eingedeckt. Schiff und Chor haben jeweils ein Satteldach, während das der Apsis ein halbes Kegeldach ist. Der Turm verfügt über ein Zeltdach. Das Zeltdach und die westliche Hälfte des Satteldachs des Kirchenschiffs sind neu eingedeckt.

## Innenausstattung

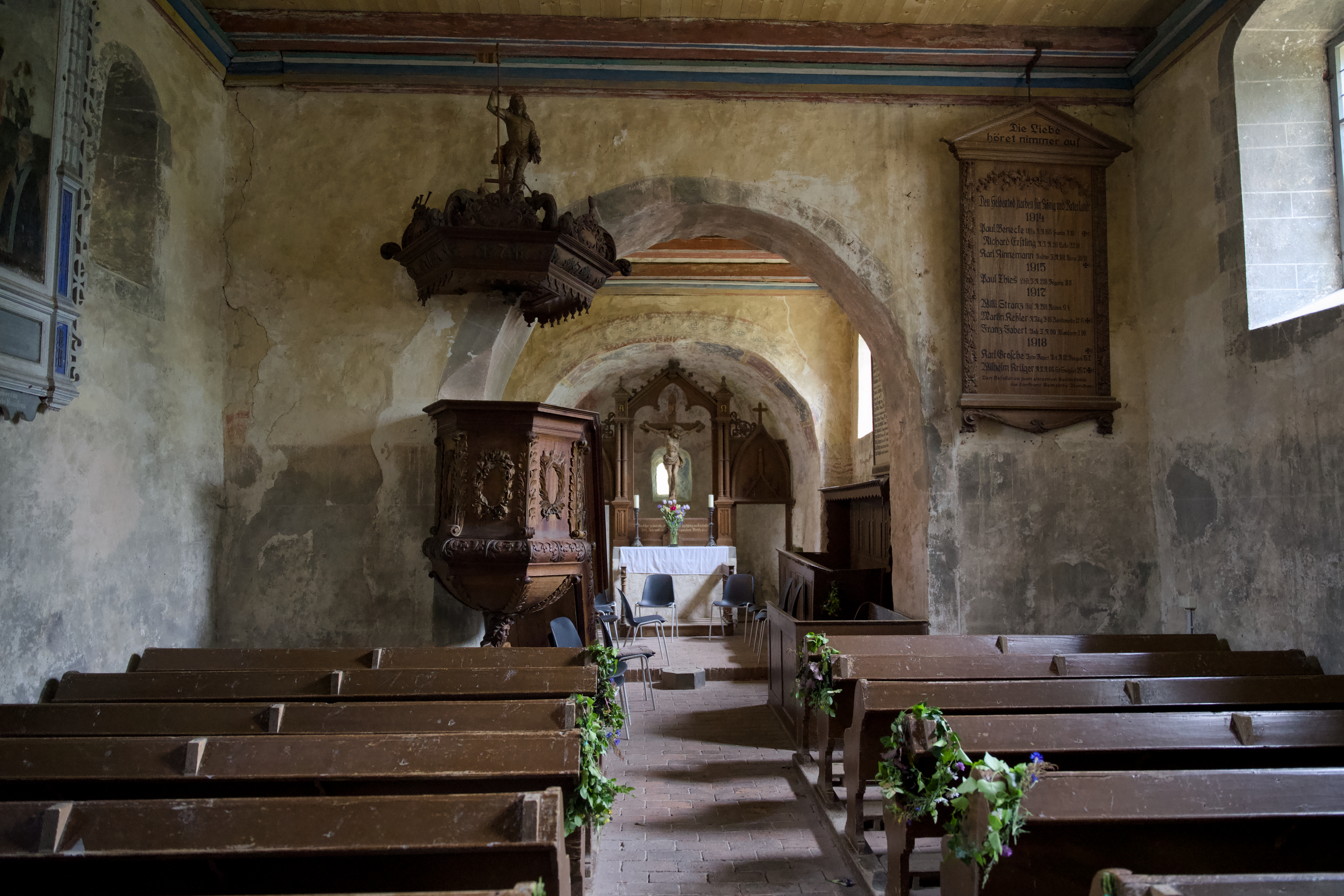
Innenansicht mit Blick in den Chor

Holzbalkendecken in Schiff und Chor sind schlicht gestaltet. Im rundbogigen Triumphbogen befindet sich eine hölzerne Kanzel aus dem Jahr 1720. Der geschnitzte polygonale Korb der Kanzel wird von einer Mosesfigur getragen. Am Aufgang zur Kanzel befindet sich ein Monogramm der Stifter Heinrich von Schildt und seiner Ehefrau Juliane Rosimunde, geborene von Britzke. Die Westempore wurde 1727 errichtet und im 19. Jahrhundert verändert. Auf der Empore befindet sich ein kleines defektes Harmonium. An den Wänden sind an verschiedenen Stellen Reste alter romanischer Wandmalerei zu erkennen. Diese wurden teilweise im 19. Jahrhundert erweitert.
Der neugotische Altaraufsatz stammt aus der Zeit um 1900 und zeigt zentral ein großes Kruzifix. An der Nordwand des Schiffs befindet sich ein hölzernes Epitaph für die 1716 verstorbene Maria von Britzke, Ehefrau des Gutsbesitzers Matthias von Schild. Das Epitaph ist ein Gemälde, welches die Verstorbene, ihren Mann kniend und ein gemeinsames Kind vor einer Kreuzigungsszene zeigt.
Zur weiteren Kirchenausstattung gehört ein Gemälde, das dem Umfeld des bologneser Barockmalers Guido Reni (1575–1642) zugeordnet wird. Es zeigt Maria, die das vor ihr liegende Christuskind anschaut. Das Kind ist vergleichsweise groß; die Anordnung von Mutter und Kind erinnert aus Sicht von Experten an die Pietà. Vermutet wird, dass das Gemälde vom Herrn von Schwarzenau auf Schloss Dammer in der Provinz Posen dem Warchauer Patron im Tausch für einen ursprünglich in der Kirche vorhandenen barocken Warchauer Altaraufsatz übergeben wurde. Dieses Tauschgeschäft wurde erstmals im Jahr 1898 von Ernst Wernicke – Autor des Werkes Beschreibende Darstellung der älteren Bau- und Kunstdenkmäler der Kreise Jerichow – beschrieben, der auch die Nähe zur Reni-Schule vermutete. Das Werk befand sich bereits im Jahr 1999 in einem schlechten Zustand. Eine Finanzierung scheiterte jedoch zunächst an den dafür erforderlichen finanziellen Mitteln. Nach einem erneuten Anlauf im Februar 2019 konnten die Mittel in Höhe von rund 18.000 Euro aufgebracht und die Dresdner Restauratorin Annette Heiser beauftragt werden. Sie stellte fest, dass das Gemälde einen Wasserschaden erlitten haben muss und von Insekten befallen war. Nach der erfolgreichen Restauration erhielt das Gemälde einen Firnis, um eine Tiefenlichtwirkung zu erzielen und wurde in der Kirche wieder aufgehängt.